# Troglodiplura harrisi
Espèce
Troglodiplura harrisi est une espèce d'araignées mygalomorphes de la famille des Anamidae.

## Distribution
Cette espèce est endémique du Goldfields-Esperance en Australie-Occidentale. Elle se rencontre dans la grotte Encompassing Cave dans la plaine de Nullarbor.

## Habitat
Cette araignée est troglobie.

## Description
La carapace du mâle holotype mesure 9,1 mm. Cette espèce est anophtalme.

## Étymologie
Cette espèce est nommée en l'honneur de Richard Harris (en).

## Publication originale
- Harvey, Rix, Hillyer & Huey, 2020 : « The systematics and phylogenetic position of the troglobitic Australian spider genus Troglodiplura (Araneae: Mygalomorphae), with a new classification for Anamidae. » Invertebrate Systematics, vol. 34, no 8, p. 799-822.